# 薩里沙長矛

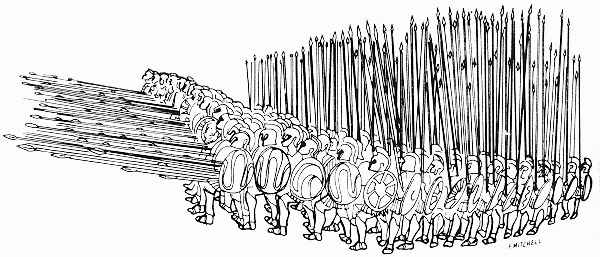
馬其頓方陣和薩里沙長矛

薩里沙長約4.8到6.7米。其經由腓力二世引入馬其頓方陣，來取代先前的希臘長槍（Dory）。薩里沙長矛光是槍尖的部份即約有50公分，其尾部裝有銅釘使重心後移保持平衡，當槍尖折斷時，可迅速用槍尾繼續作戰。又因薩里沙長矛相當長，需要一個金屬環把兩根普通長槍相接而成。薩里沙這個名詞到了拜占庭時期也被使用，指步兵所持的長矛。
在馬其頓騎兵中也配屬類似薩里沙長矛的騎槍，稱之為緒斯同（Xyston）。

## 組成和使用
現代早期學者認為薩里沙長矛是由韌且彈性的山茱萸木所製造，但近年這觀點受到挑戰，它更可能是常用來制矛的梣樹木所制。它的鐵製槍尖呈葉形，槍尾釘（butt-spike）是銅製，它可以釘在地上來抵抗敵人步兵衝鋒。另外步兵在持槍時，槍尾釘也可以使槍頭槍尾重心保持在中間以利使用。另外當槍尖折斷時可迅速用槍尾繼續作戰。又因長矛相當長，需要一個銅環把兩根普通長矛相接而成。
因為薩里沙長矛又長又重，需要兩隻手來使用，因此步兵的盾牌使用較略小約60公分的輕盾（pelta），其輕盾持在步兵左手前臂上，盾牌還用一條帶子懸掛在脖子上，使左手可以騰出來幫助持槍。薩里沙長矛設計如此長，主要是步兵組成方陣後，可以用此槍輕易對付其他步兵相對較短的兵器，如希臘重裝步兵約2到3米的希臘長槍。另外，薩里沙因為太長，以至於單兵作戰時不利揮舞，它必須組成方陣才有威力。

## 戰術
使用薩里沙所組成的方陣，適用於平坦開闊的戰場，因為破碎地形會使方陣產生破裂，這容易被敵人擊破。薩里沙方陣在進行衝鋒前，會先形成密集隊形或形成更密的壓縮陣形（synaspismos）。密集的方陣可以造成一道「長矛之牆」，因為薩里沙的長度十分的長，使方陣前面五排的矛頭都可以攻擊敵人，因此每列正面前都有五個矛頭，就算敵人躲過第一支矛頭，後面仍有四支等著他。薩里沙方陣中後五排的士兵把矛架在前方士兵的肩膀上使長矛傾斜，一來準備替補前方戰友，二來也可以阻擋箭矢，在更後排的士兵則把薩里沙長矛立於地上，作阻擋箭矢用。薩里沙長矛所形成的馬其頓方陣，被認為其方陣正面銳不可擋，除非使用同一戰術，不然要擊敗它就必須讓它陣形破裂，或者從側面或後面攻擊它，因為方陣側面或後面相當脆弱。
持薩里沙的方陣轉換正面方向較慢，希臘化時期的歷史學家兼指揮官的波利比烏斯就認為薩里沙長矛缺點太笨重，當側翼受到攻擊時沒法迅速回應。然而這可以藉由精實嚴格的訓練來加速變換陣形的速度。在亞歷山大大帝時期，持薩里沙的馬其頓士兵可以快速舉起長矛，整齊劃一來改變槍頭方向，且靈活變換各種陣形。在對附伊利里亞人時，亞歷山大就對敵人展現過這種經過嚴格訓練的軍事操演，使對方看得目瞪口呆。另外，在繼業者戰爭中，持薩里沙的銀盾兵就展現過，當側翼受到敵人騎兵威脅時，經驗豐富的薩里沙方陣可以快速轉換方陣槍頭方向，使敵人騎兵不敢攻擊。

## 使用歷史
目前學者們多認為馬其頓腓力二世受到雅典傭兵指揮官伊菲克拉特斯（Iphicrates）的軍事改革影響，而把薩里沙長矛引入馬其頓軍隊之中，組成馬其頓方陣。因為馬其頓人先前吃過大敗，腓力即位時馬其頓人士氣低落，腓力用這需兩手使用的強大長矛來訓練士兵，結果這種戰術攻無不克，使虛弱的馬其頓王國變成強權，擴張許多疆土，最後成為希臘霸主。 
腓力二世之子，亞歷山大大帝繼續使用這套戰術和武器東征波斯帝國，接連征服埃及、波斯、北印度，且連戰連勝。使用薩里沙的方陣在亞歷山大各大會戰皆占重要角色，因為它的正面堅不可摧，波斯大流士三世在高加米拉戰役中企圖用刀輪戰車來突破馬其頓方陣，但終究宣告失敗。再加上其它兵種如夥友騎兵、輕裝步兵等相輔相成，組成多兵種聯合作戰系統，使得亞歷山大靠這套體系幾乎征服西方的已知世界。在亞歷山大遠征後期，亞歷山大逐漸減少薩里沙使用的比重，方陣中前面五排和最後一排仍是手持薩里沙長矛，而中間則是東方的輕裝投射部隊，不過這套新戰術因亞歷山大劇逝而撤銷。  
繼業者戰爭之時，一些學者認為因為各繼業者都使用薩里沙的軍隊，而把薩里沙長矛拉得更長，甚至達到6.7米，遠長於亞歷山大時期，但最後因太笨重而縮短。在亞歷山大繼業者以後，似乎只有伊庇魯斯的皮洛士能維持高水準的薩里沙戰術系統，但隨著羅馬中隊戰術（Maniple）崛起，皮洛士甚至要苦戰才能擊退羅馬人，得到勝利。希臘化時代中，薩里沙仍使用於希臘和希臘化國家中，尤其是繼業者王國的軍隊中，希臘城邦聯盟也紛紛放棄原有的作戰方式，改用薩里沙長矛。在這段時期，薩里沙戰術中的多兵種作戰逐漸衰退，越來越依賴重步兵對決。在塞琉古帝國安條克三世對抗托勒密埃及托勒密四世的拉菲亞戰役，就是典型的薩里沙方陣互相對抗的戰役。
因為繼業者國家越來越依賴薩里沙所組成的方陣來決定勝負，來取代腓力、亞歷山大時期的多兵種聯合作戰。在後期，騎兵占全軍比例下降，也使保護方陣側翼的騎兵越趨虛弱，再加上訓練不再精實，使得薩里沙的缺點更顯而易見。羅馬人因此可以利用薩里沙長矛地形適應差，變換陣形慢、脆弱的側翼等缺點，數次擊敗馬其頓方陣，最終在彼得那戰役擊敗馬其頓軍隊。在羅馬統治希臘以後，薩里沙長矛被羅馬短劍（gladius）所取代。

## 腳註
1. ↑  11th century, Michael Attaleiates, The History, A.1047
2. ↑  6th century, Agathias Scholasticus, Histories, B.43
3. ↑   Markle 324
4. ↑  Fox76f.
5. ↑  Fox, p. 75
6. ↑  Markle 326
7. ↑  Described by Fox, pp 84f.

## 外部連結
- Photos of Hoplite spear compared to Macedonian sarissa

## 参照
- 馬其頓阿吉德王朝陸軍
- 喀羅尼亞戰役
- 緒斯同騎槍
- 長柄武器